# Mann von Exloermond

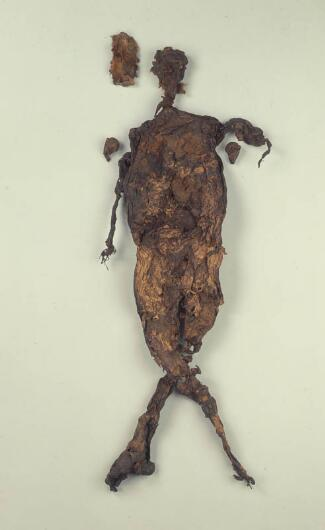
Die Überreste des Mannes von Exloërmond

Der Mann von Exloermond (niederländisch Exloërmond) ist eine eisenzeitliche Moorleiche, die 1914 im Exloërveen, einem Teil des Bourtanger Moores, bei Odoorn gefunden wurden. Die Moorleiche wird heute im Drents Museum in Assen aufbewahrt.
Fundort: 52° 55′ 16″ N, 6° 54′ 12″ O

## Befunde
Bei der Untersuchung des Mageninhalts des Mannes in den 1930er Jahren durch F. Netolitzky an der Universität Cernăuţi, Rumänien, wurden zahlreiche Reste von Spelzen und Spreu gefunden, so dass davon ausgegangen werden kann, dass der Mann kurz vor seinem Tode eine Speise aus Gerste, Hirse und nicht näher bestimmbaren Hülsenfrüchten wie Wicken oder Erbsen gegessen hatte. Außerdem beschreibt Netolitzky eine größere Ansammlung von nicht näher bestimmbaren Pilzsporen an einer Stelle des Darmes. Heute lässt sich dieser Befund nicht mehr präzisieren, da die untersuchten Proben nicht mehr existieren.
Eine Radiokohlenstoffdatierung (14C-Datierung) einer Haut- und zweier Haarproben mittels Beschleuniger-Massenspektrometrie (AMS) ergab einen Todeszeitraum um 400 vor Chr.